# Javaanse bergniltava
De Javaanse bergniltava (Cyornis banyumas) is een zangvogel uit de familie Muscicapidae (vliegenvangers).  De vogel werd in 1821 door  de Amerikaanse natuuronderzoeker Thomas Horsfield beschrevan als Muscicapa banyumas, wat verwijst naar het regentschap Banyumas op Java (Indonesië).

## Kenmerken
De vogel is 14 tot 15,5 cm lang. De vogel lijkt sterk op de dayakbergniltava (C. montanus), bergniltava (C. whitei) en de langsnavelniltava (C. magnirostris). Eerder werden deze soorten dan ook als ondersoorten beschouwd. Het mannetje is staalblauw van boven, rond het oog donkerblauw bijna zwart. De borst en buik zijn oranje. Het vrouwtje is grijs en bruin van boven, de vleugelveren zijn grijsbruin, de kop is grijs en de borst is licht oranje en de buik is vuilwit.

## Verspreiding en leefgebied
Deze soort telt drie ondersoorten:
- C. b. ligus: westelijk Java.
- C. b. banyumas: centraal en oostelijk Java.
- C. b. mardii: Panaitan eiland ten westen van Java.

De leefgebieden liggen in natuurlijk tropisch bos tot op 1300 meter boven zeeniveau.

## Status
De Javaanse bergniltava heeft een beperkt verspreidingsgebied en daardoor is de kans op uitsterven aanwezig. De grootte van de populatie werd in 2020 door BirdLife International geschat op 100 tot 1000 volwassen individuen. De populatie-aantallen namen tot ca. 2020 vooral af door habitatverlies. Daarna is vooral de vangst voor de kooivogelhandel de voornaamse bedreiging. Om deze redenen staat deze soort als ernstig bedreigd (kritiek) op de Rode Lijst van de IUCN.